# Берёза китайская
Берёза китайская (лат. Betula chinensis) — вид деревьев рода Берёза (Betula) семейства Берёзовые (Betulaceae).
В природе ареал вида охватывает Корейский полуостров и центрально-восточные районы Китая (провинции Ганьсу, Хэбэй, Хэнань, Ляонин, Внутренняя Монголия, Шэньси, Шаньдун, Шаньси).

## Ботаническое описание
Маленькое дерево или кустарник с сероватой корой. Побеги коричневые, в молодости войлочные.
Листья яйцевидные, длиной 2—5 см, острые, при основании округлые, неравномерно-острозубчатые, снизу по жилкам и при основании опушённые, на черешках длиной 4—8 мм.
Пестичные серёжки эллипсоидные, длиной 1,5—2 см. Прицветные чешуи с ланцетными, острыми, реснитчатыми лопастями, при этом боковые в два—три раза короче средней, иногда редуцированы.
Плоды — орешки  с очень узкими, перепончато-окаймленными крылышками.

## Классификация

### Таксономия
Вид Берёза китайская входит в род Берёза (Betula) подсемейства Берёзовые (Betuloideae) семейства Берёзовые (Betulaceae) порядка Букоцветные (Fagales).
|  |                                      |  |                                                             |                                                             |                     |  | ещё 7 семейств (согласно Системе APG II) | ещё 7 семейств (согласно Системе APG II)                   |                                                            |  |  |  | ещё 1—2 рода        | ещё 1—2 рода         |  |  |
|  |                                      |  |                                                             |                                                             |                     |  | ещё 7 семейств (согласно Системе APG II) | ещё 7 семейств (согласно Системе APG II)                   |                                                            |  |  |  | ещё 1—2 рода        | ещё 1—2 рода         |  |  |
|  |                                      |  |                                                             | порядок Букоцветные                                         |                     |  |                                          |                                                            | подсемейство Берёзовые                                     |  |  |  |                     | вид Берёза китайская |  |  |
|  |                                      |  |                                                             | порядок Букоцветные                                         |                     |  |                                          |                                                            | подсемейство Берёзовые                                     |  |  |  |                     | вид Берёза китайская |  |  |
|  | отдел Цветковые, или Покрытосеменные |  |                                                             |                                                             | семейство Берёзовые |  |                                          |                                                            | род Берёза                                                 |  |  |  |                     |                      |  |  |
|  | отдел Цветковые, или Покрытосеменные |  |                                                             |                                                             |                     |  |                                          |                                                            |                                                            |  |  |  |                     |                      |  |  |
|  |                                      |  | ещё 44 порядка цветковых растений (согласно Системе APG II) | ещё 44 порядка цветковых растений (согласно Системе APG II) |                     |  |                                          | ещё одно подсемейство, Лещиновые (согласно Системе APG II) | ещё одно подсемейство, Лещиновые (согласно Системе APG II) |  |  |  | ещё более 110 видов |                      |  |  |
|  |                                      |  |                                                             | ещё 44 порядка цветковых растений (согласно Системе APG II) |                     |  |                                          |                                                            | ещё одно подсемейство, Лещиновые (согласно Системе APG II) |  |  |  |                     |                      |  |  |